# Böblingen
Böblingen é uma cidade da Alemanha, no distrito de Böblingen, na região administrativa de Estugarda, estado de Baden-Württemberg.